# Pürewdschawyn Temüüdschin
Pürewdschawyn Temüüdschin (mongolisch Пүрэвжавын Тэмүүжин; geb. 2. Juni 1994 in Darchan) ist ein mongolischer Taekwondoin.

## Karriere
Er war der erste Taekwondoin aus der Mongolei, der bei den Olympischen Sommerspielen antrat. Bei den Olympischen Sommerspielen 2016 in Rio de Janeiro nahm er am Wettbewerb bis 68 kg teil. Er kam auf Platz neun. Für die Qualifikation hatte er am 16. und 17. April am asiatischen Qualifikationsturnier in Pasay auf den Philippinen teilgenommen.
Pürewdschawyn gewann jeweils Bronzemedaillen bei den Korea Open 2014 in Gyeongju und den Kazakhstan Open 2017 in Atyrau. Zudem errang er eine Bronzemedaille bei den Militär-Weltmeisterschaften 2018 in Rio de Janeiro.